# Corazón apasionado
Corazón apasionado é uma telenovela venezuelo-estadunidense produzida pela Venevision International para a Venevision e Univisión em 2011
Foi protagonizada por Marlene Favela e Guy Ecker, co-protagonizada por Lorena Meritano, Luis José Santander, Dayana Garroz e Carlos Guillermo Haydon e antagonizada por Susana Dosamantes, Jessica Mass, José Guillermo Cortines e Marcelo Buquet.

## Sinopse
Patricia Montesinos Campos-Miranda é uma jovem que mora com os irmãos Virginia, David e Mariela na fazenda de sua avó milionária, Dona Úrsula Villacastín, viúva de Campos-Miranda. Dona Úrsula é conhecida como "La Generala" por ser uma mulher de caráter forte, acostumada a que todos façam a sua vontade sem questionar.
Ela nunca perdoou a filha, María Patricia, por se apaixonar por um trabalhador da fazenda, Alejandro Gómez, e por isso a expulsou da fazenda com sua neta Virginia. Algum tempo depois, María Patricia volta para casa com a filha mais velha e casa-se com Bruno Montesinos, homem que Dona Úrsula aceitou por ser milionário e com quem teve mais três filhos: Patricia, David e Mariela.
Anos depois, Maria Patricia morre e Bruno vira jogador e acaba desperdiçando sua fortuna. Naquela época, Patricia é uma jovem que está perdidamente apaixonada por Marcos, um peão da fazenda da avó. Patricia sabe que sua avó Úrsula nunca aceitará esse relacionamento, então decide fugir com Marcos, principalmente quando descobre que seu pai vai vendê-la para pagar um jogo de azar. No entanto, os compradores de Bruno e Patricia surpreendem o casal na fuga; a situação termina tragicamente com Marcos morto e Bruno na prisão.
Dois anos se passaram em que Patricia se tornou uma mulher arrogante e totalmente fechada ao amor, até que aparece Armando Marcano, o novo capataz da fazenda de sua avó. No início, os dois se dão muito mal, mas logo o amor entre eles começará a crescer. No entanto, Patricia terá que lutar contra seu orgulho, e disputará o amor de Marcano com sua prima Fedora Campos-Miranda.
Fedora também é neta de Dona Úrsula porque ela é única filha de seu falecido filho Eduardo. É uma mulher egoísta, perversa e manipuladora que só vai a fazenda da avó em busca de sua parte na herança e pelo amor de Marcano, a quem não está disposta a abandonar para ficar com sua prima Patrícia.
Mas há também uma sombra do passado que vai se interpor entre Patricia e Armando: Martín, um homem muito parecido com Marcos.

## Elenco
- Marlene Favela - Patricia Montesinos Campos-Miranda
- Guy Ecker[2] - Armando Marcano
- Susana Dosamantes - Doña Úrsula Villacastín Vda. de Campos Miranda
- Jessica Mas - Fedora Campos Miranda
- José Guillermo Cortines - Marcos Pérez/ Martín Vegas
- Lorena Meritano - Virginia Gómez Campos-Miranda
- Daniela Navarro - Mariela "Marielita" Montesinos Campos-Miranda
- Adrian Carvajal - David Montesinos Campos-Miranda
- Luis José Santander - Ricardo Rey
- Fernando Carrera - Alejandro Gómez
- Marcelo Buquet - Bruno Montesinos
- Gabriela Rivero - Teresa Rivas vda de Gómez
- Cristián Carabias - Jonathan "Jhonny" Gómez Rivas
- Stephanie Arcila - Clemencia Briceño Rivas
- Natalia Ramírez - Sonia Alcázar de Rey
- Raúl Izaguirre - Ignacio Meléndez
- Carlos Guillermo Haydon - Diego Sánchez
- Dayana Garroz - Emperatriz Ferrer de Meléndez
- Carlos Augusto Maldonado - Ramiro "Ramirito" Meléndez
- Hector Soberón - Álvaro Martínez
- Scarlet Gruber - Rebeca Marcano
- Marjorie de Sousa - Lic. Leticia Bracamontes
- Beatriz Arroyo - Lorenza Sánchez de Marcano
- José Miguel Gutiérrez - Padre José
- Patricia de León - Carmen Rosa
- Lara Ricote - María Rey Alcázar
- Kevin Aponte - Juan José Rey Alcázar
- Beatriz Monroy - Ramona Pérez
- Eduardo Ibarrola - Melquiades López
- Paulo César Quevedo - Felipe López
- Patty Álvarez - Graciela Ruíz

## Exibição
Está Disponível no serviço de streaming Netflix desde 2014, Também está no Vix deste 2021.
Foi exibida no Brasil, entre 25 de novembro de 2022 a 28 de abril de 2023, totalmente dublada em português, através do canal Novelissima (2571), disponível no serviço de streaming TV Plus, substituindo Acorrentada e sendo substituída por Alma Indomável, de segunda a sexta no horário das 20h00, com reprises em diversos horários e maratonas aos sábados e domingos.
Foi exibida pela segunda vez pelo Novelissima entre 22 de julho a 23 de dezembro de 2024 substituindo Gata Selvagem e sendo substituída novamente por Alma Indomável.